# Agnes Giebel

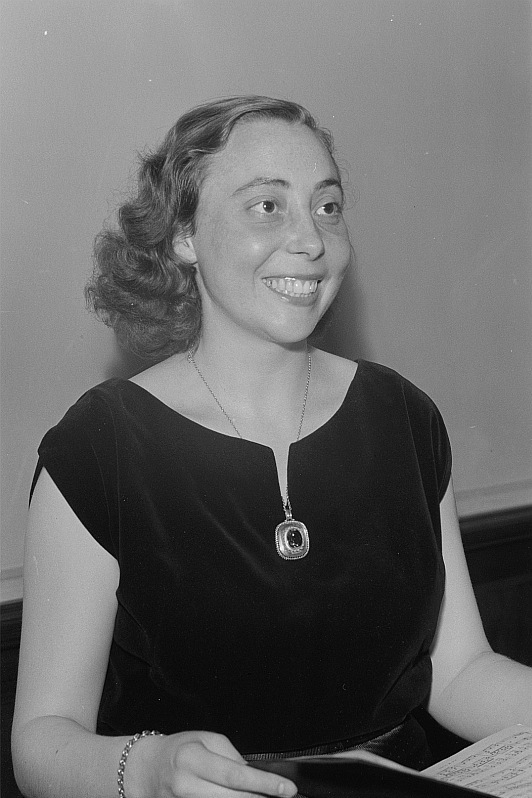
Agnes Giebel (1953)

Agnes Gable (* 10 de agosto de 1921 en Heerlen, Países Bajos; † 24 de abril de 2017 en Colonia) fue una soprano alemana.

## Trayectoria
Agnes Giebel nació en los Países Bajos y pasó allí sus primeros años.
En 1925 regresó con sus padres a Essen, de donde procedía la familia, y permaneció allí hasta principios de la década de 1950. Después de dejar la escuela asistió a una universidad comercial. Por casualidad, el director del coro de niños local se dio cuenta de la voz inusual de Agnes Giebel cuando cantaba obras de Richard Strauss y Max Reger en un recital en 1933. Contra la resistencia inicial de sus padres, se aseguró de que Agnes Giebel pudiera estudiar canto con Hilde Wesselmann en la Escuela Folkwang en Essen-Werden.  En 1947, Agnes Giebel comenzó su carrera profesional como cantante de concierto.
Debido a su gran éxito, fue contratada en 1950 por RIAS Berlín, con quien posteriormente realizó frecuentes grabaciones, para una serie semanal de cantatas de Bach. Durante este periodo también realizó extensas giras de conciertos con el Thomanerchor de Leipzig bajo la dirección de Günther Ramin. Agnes Giebel es una de las pocas cantantes que sólo alcanzó el éxito y la fama gracias a un repertorio de conciertos. Nunca estuvo en el escenario de una representación de ópera.
Su carrera se prolongó hasta la década de 1990 y dio lugar a una extensa discografía. Durante su carrera trabajó con muchos directores como Karl Richter, Theodor Egel, Eugen Jochum, Wolfgang Sawallisch, Sergiu Celibidache, así como con los cantantes Marga Höffgen, Dietrich Fischer-Dieskau y Hermann Prey.
Giebel cantó principalmente obras sacras ( cantatas, oratorios, pasiones, misas ) y fue considerada una de las mejores intérpretes de Johann Sebastian Bach de su generación. Como intérprete de lieder, Giebel ha actuado junto al pianista Sebastian Peschko, entre otros. También se la puede ver y escuchar en la famosa grabación de la BBC de la Novena Sinfonía de Beethoven dirigida por Otto Klemperer (1964). Sus últimas apariciones públicas como cantante fueron en 1989, con motivo de una velada a dúo con el tenor holandés Jean van Ree, y en 2001 (Summer Music Days Soest, 1. septiembre de 2001, Georg Friedrich Handel Night).  En 2002 fue condecorada con la Cruz Federal al Mérito. 
Agnes Giebel siempre estuvo muy preocupada por la teoría de la formación de la voz. Tras el final de su tiempo activo como cantante, continuó enseñando. Para el Premio Alois Kottmann, fue miembro del jurado junto a Richard Rudolf Klein, Alois Kottmann, Boris Kottmann y Margit Neubauer.
Agnes Giebel vivía en Colonia, donde también murió. Su hija es la música Kristina Kanders, su nieta la cantante Julia Giebel . Fue anterrada en el cementerio central de Colonia, Melaten, el 10 de mayo de 2017.